# Нарендра Моди
Нарендра Дамодардас Моди (енгл. Narendra Damodardas Modi, рођен 17. септембра 1950. у Ваднагару Индија) је индијски политичар. Лидер је странке Индијска народна партија, изабран је за премијера Индије и ступио на дужност 21. маја 2014. Студирао је политикологију на Гуџаратском универзитету и има мастер диплому. Сматра се да је индијски националиста и члан је Хиндуистичког савеза добровољаца („Rаštríj svajamsеvak sangh“)
Моди је предводио БЈП на општим изборима 2014. који су тој странци дали већину у доњем дому индијског парламента, Лок сабха, први пут за једну странку од 1984. Модијева администрација је покушала да повећа директне стране инвестиције у индијску економију и умањи потрошњу на здравствену заштиту, образовање и програме социјалне заштите. Моди је централизовао власт укидањем Комисије за планирање. Он је започео санитарну кампању високог профила, контроверзно иницирао демонетизацију новчаница високих апоена и трансформацију пореског режима, и ослабио или укинуо законе о заштити животне средине и раду. Он је надгледао одговор земље на пандемију Ковид-19. Моди је добијао константно високе оцене одобравања током свог мандата.
Под Модијевим мандатом, Индија је доживела демократско назадовање. Након победе његове странке на општим изборима 2019. године, његова администрација је укинула специјални статус Џамуа и Кашмира, увела Закон о изменама и допунама о држављанству и три контроверзна закона о фармама, што је изазвало широке протесте и полемике широм земље, и то је резултирало формалним укидањем тих закона. Описан као инжињеринг политичког престројавања ка десничарској политици, Моди остаје контроверзна фигура на домаћем и међународном нивоу због својих хиндуистичких националистичких уверења и његовог решавања нереда у Гуџарату 2002. године, који се наводе као доказ агенде друштвене ексклузије.

## Политичка каријера
1998. године, на захтев тадашњег лидера Народне партије Лал Кришна, водио изборну кампању странке у државама Гуџарат и Химачал Прадеш. У октобру 2001. године, постао је главни министар Џујарата, заменивши Кешубаја Патела. 2007 године, поново је изабран за трећи мандат, и у 2012. години - Четврти
Као у Индији тако и у иностранству, Моди се сматра изузетном контроверзном фигуром, изазвао је оштре критике његове руковање Гуџаратом погрома 2002. године. Конкретно, он је оптужен за пружање заштите индијских муслимана. Упркос томе, моди ужива огромну подршку међу становништвом Гуџарата. Он је заслужан за брз економски раст од државе у 2000-их.